# Шапокляк (мультфільм)
«Шапокляк» — ляльковий анімаційний фільм Романа Качанова.

## Сюжет
Крокодил Гена та Чебурашка вирушають на морський відпочинок на поїзді. Шапокляк краде їхні квитки, і друзів висаджують на першій же станції. Далі друзі спільно борються з туристами-браконьєрами і за екологічну чистоту лісів Підмосков'я.

## Голоси персонажів
- Василь Ліванов — Крокодил Гена (співає Володимир Ферапонтов)
- Клара Рум'янова — Чебурашка
- Ірина Мазінг — Шапокляк
- Володимир Ферапонтов — браконьєр Петя, директор фабрики

## Знімальна група
- Аніматори: Юрій Норштейн, Майя Бузинова, Наталія Дабіжа, Борис Савін, Микола Добіжа, Павло Петров
- Редактор Наталія Абрамова
- Художник-постановник Леонід Шварцман

## Пісні
композитора Володимира Шаїнського на слова Едуарда Успенського
- «Блакитний вагон»
- «У Підмосков'ї водяться лящі»

## Продовження
- «Чебурашка йде до школи» — 1983